# Sarah Wayne Callies
Sarah Anne Wayne Callies (La Grange, 1 de junio de 1977) es una actriz de cine y televisión estadounidense. Conocida por interpretar a Sara Tancredi en Prison Break, Lori Grimes en The Walking Dead y a Katie Bowman en Colony.

## Biografía
Callies nació en La Grange (Illinois), hija de Valerie Wayne y David Callies. En una época, Callies se trasladó a Honolulu (Hawái) con su familia. A lo largo de su juventud, ella expresó su interés en la actuación a través de la participación en diversas obras de la escuela Punahou School. Después de graduarse de la escuela secundaria, entró en el Dartmouth College en Hanover (Nuevo Hampshire). Callies se mantuvo involucrada con la actuación. Continuó sus estudios en el Conservatorio Nacional de Teatro de Denver, donde obtuvo su Maestría en Bellas Artes en 2002.

## Carrera
Callies se mudó a Nueva York en 2003 y rápidamente obtuvo su primer papel en televisión como Kate O’Malley, un personaje recurrente de la serie de CBS, Queens Supreme.
Su primer papel protagonista fue interpretando a la detective Jane Porter en la serie de The WB, Tarzán.

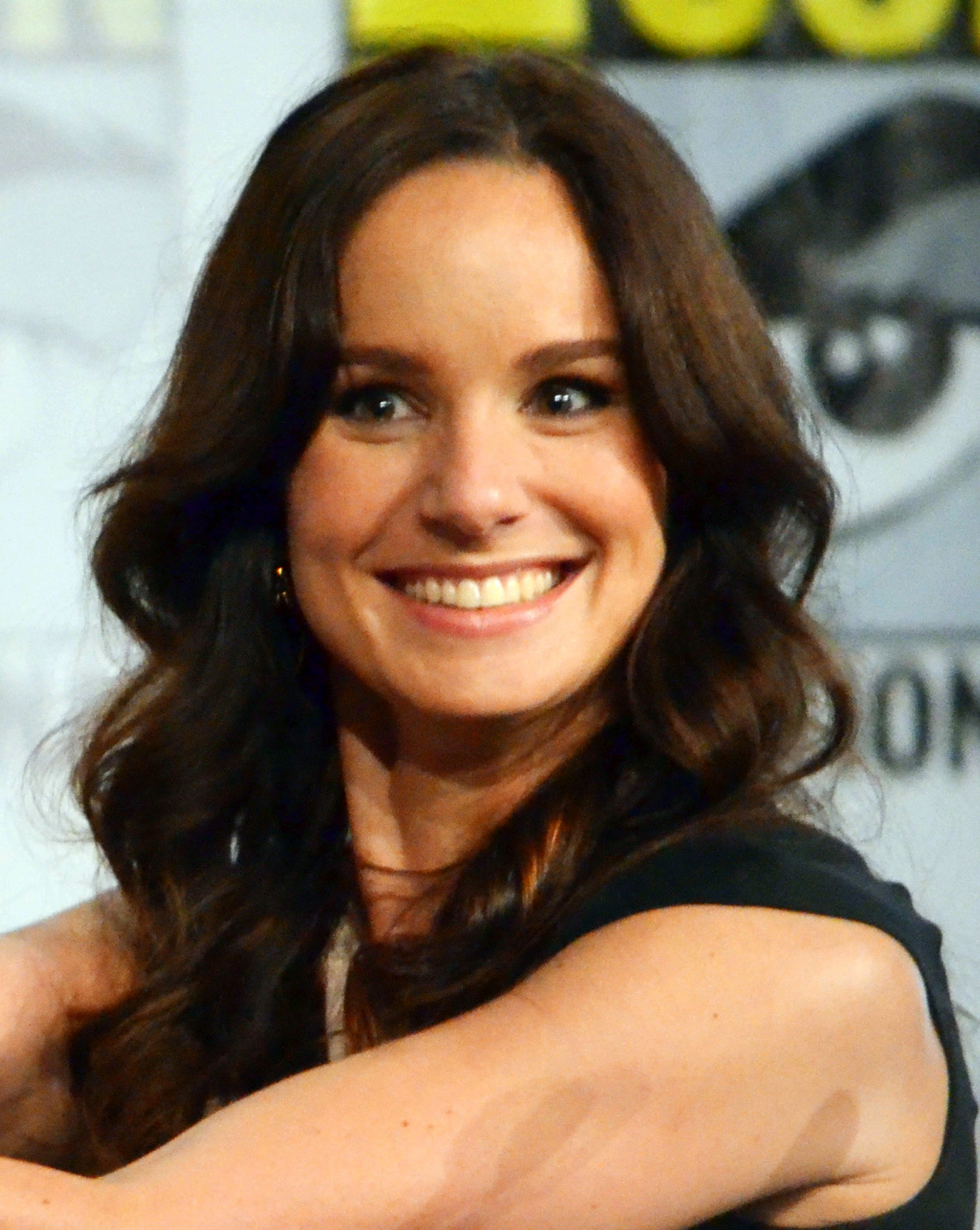
Callies en la Comic-Con de 2012.

Después de hacer varias apariciones como invitada en Law & Order: Special Victims Unit, Dragnet, y Numb3rs, Callies obtuvo un papel principal en la serie de FOX, Prison Break, interpretando a la doctora Sara Tancredi.
Callies también ha protagonizado dos películas, Hellion, el ángel caído y una película independiente, Las Nueve Revelaciones. En abril de 2010, apareció en House M. D. como paciente de la semana, cuyo matrimonio abierto fascina a House. Sarah protagonizó la película nigeriana Black Gold y tuvo el papel principal en Faces in the Crowd.
En 2014, Sarah interpretó a Allison Stone, un personaje principal de la película Into the Storm. En 2015, Callies co-protagonizará junto a Nicolas Cage la película Pay the Ghost, además se unió al elenco principal de la nueva serie de USA Network, Colony, interpretando a Katie Bowman. El tráiler fue revelado en la Comic-Con 2015. La serie está programada a estrenarse el 14 de enero de 2016. Tras la aceptación del público, la serie fue renovada para una segunda temporada a estrenarse en 2017. La serie finalizó en 2018 tras su tercera temporada.

### The Walking Dead
En 2010, Callies obtuvo el papel de Lori Grimes en la serie de drama/horror de AMC, The Walking Dead, basada en la serie de cómics del mismo nombre, donde formó parte del elenco principal hasta la tercera temporada. En ella, Grimes, su familia y sus amigos deben hacer frente a una plaga zombi en la ciudad de Atlanta, y a los mismos humanos, que incluso pueden llegar a ser peores que los mismos zombis. Sarah convenció a los guionistas de asesinar a Lori, ya que eso fue lo que pasó en el cómic. Finalmente, su personaje fallece en el episodio Killer Within, aunque sigue reapareciendo por el resto de la temporada. Su última aparición oficial es en el episodio Welcome to the Tombs. Callies regresó brevemente a la serie en el episodio What Comes After.

## Filmografía

### Cine
| Películas | Películas                     | Películas       | Películas            |
| Año       | Película                      | Rol             | Notas                |
| --------- | ----------------------------- | --------------- | -------------------- |
| 2006      | Las nueve revelaciones        | Marjorie Carter | Coprotagonista       |
| 2007      | Hellion, el ángel caído       | Roxanne         | Coprotagonista       |
| 2008      | Bittersweet                   | Robyn           | Personaje Secundario |
| 2009      | Prison Break: The Final Break | Sara Tancredi   | Protagonista         |
| 2010      | Lullaby for Pi                | Josephine       | Coprotagonista       |
| 2011      | Black Gold                    | Kate Summers    | Coprotagonista       |
| 2011      | Faces in the Crowd            | Francine        | Coprotagonista       |
| 2011      | Foreverland                   | Fran            | Coprotagonista       |
| 2012      | Black November                | Kate Summers    | Coprotagonista       |
| 2014      | Into the Storm                | Allison Stone   | Protagonista         |
| 2015      | Pay the Ghost                 | Kristen         | Protagonista         |
| 2016      | The Other Side of the Door    | Maria           | Protagonista         |
| 2017      | This Is Your Death            | Karina          | Protagonista         |

### Televisión
| Televisión      | Televisión                        | Televisión             | Televisión                      |
| Año             | Serie                             | Rol                    | Notas                           |
| --------------- | --------------------------------- | ---------------------- | ------------------------------- |
| 2003            | Law & Order: Special Victims Unit | Jenny Rochester        | Episodio: "Privilege"           |
| 2003            | Dragnet                           | Kathryn 'Kate' Randall | Episodio: "The Brass Ring"      |
| 2003            | Tarzán                            | Jane Porter            | 9 episodios                     |
| 2003; 2007      | Queens Supreme                    | Kate O'Malley          | 5 episodios                     |
| 2004            | The Secret Service                | Laura Kelly            | Piloto                          |
| 2005            | Numb3rs                           | Kim Hall               | Episodio: "Counterfeit Reality" |
| 2005–2009, 2017 | Prison Break                      | Sara Tancredi          | 72 episodios                    |
| 2009            | Dexter: El Juego                  | Debra Morgan (Voz)     | Videojuego                      |
| 2010            | Dr. House                         | Julia                  | Episodio: "Open and Shut"       |
| 2010            | Tangled                           | Chloe / Sally          | Piloto                          |
| 2010–2013; 2018 | The Walking Dead                  | Lori Grimes            | 28 episodios                    |
| 2016–2018       | Colony                            | Katie Bowman           | 36 episodios                    |
| 2017            | The Long Road Home                | Leann Volesky          | 6 episodios                     |
| 2017            | Robot Chicken                     | Lori Grimes            | Voz                             |
| 2018–2022       | Letterkenny                       | Anita Dyck             | 5 episodios                     |
| 2019            | Unspeakable                       | Margaret Sanders       | 8 episodios                     |
| 2020            | Council of Dads                   | Robin Perry            | 10 episodios                    |
| 2021            | Aftershock                        | Cassie Wallace         | Podcast, 10 episodios           |
| 2023            | The Company You Keep              | Birdie Nicoletti       | 10 episodio                     |
| 2023            | The Walking Dead: Destinies       | Lori Grimes            | Videojuego; elenco de voz       |

### Directora
| Año  | Producción            | Notas                                             |
| ---- | --------------------- | ------------------------------------------------- |
| 2018 | Colony                | "The Big Empty" (Temporada 3; episodio 9)         |
| 2019 | Unspeakable           | "Compensation (1988 - 1993)" (Episodio 5)         |
| 2019 | Fear The Walking Dead | "The End of Everything" (Temporada 5; episodio 5) |
| 2020 | The Good Doctor       | "Not the Same" (Temporada 4; episodio 4)          |
| 2021 | The Good Doctor       | "Spilled Milk" (Temporada 4; episodio 13)         |
| 2021 | The Good Doctor       | "One Heart" (Temporada 5; episodio 6)             |